# Petrochelidon fuliginosa
La golondrina selvática (Petrochelidon fuliginosa) es una especie de ave paseriforme de la familia Hirundinidae propia del oeste de África Central. Se encuentra en Camerún, República del Congo, Guinea Ecuatorial, Gabón y Nigeria.